# Holiday Bash (2021)
Holiday Bash 2021 fue un especial de televisión que se transmitió en vivo el 22 de diciembre de 2021 por el canal televisivo estadounidense TNT como especiales de los programas de televisión semanales Dynamite y Rampage (se trasmitió el 25 de diciembre) desde el Greensboro Coliseum en Greensboro, Carolina del Norte.

## Producción
El 17 de diciembre de 2020, All Elite Wrestling (AEW) celebró un especial de televisión titulado Holiday Bash, que se emitió como un episodio especial del programa insignia de AEW, Dynamite. El 7 de diciembre de 2021, el presidente de AEW, Tony Khan, confirmó que Holiday Bash volvería en vivo el 22 de diciembre para Dynamite y un episodio de Rampage se emitiría en cinta el día de Navidad. El evento está programado para llevarse a cabo en el Greensboro Coliseum en Greensboro, Carolina del Norte. Si bien Rampage generalmente se transmite los viernes, para el especial de Holiday Bash, se retrasó hasta el sábado por la noche debido a las transmisiones en bucle de Nochebuena de TNT de A Christmas Story.

## Resultados

### Dynamite: 22 de diciembre
- Adam Cole derrotó a Orange Cassidy (17:21).
  - Cole cubrió a Cassidy después de un «The Boom».
  - Durante la lucha, Bobby Fish y Kyle O'Reilly interfirieron a favor de Cole, mientras que Best Friends (Chuck Taylor, Trent Beretta & Wheeler Yuta) interfirieron a favor de Cassidy.
  - Después la lucha, Fish & O'Reilly atacaron a Taylor y Beretta.
- Wardlow (con Shawn Spears) derrotó a Shawn Dean (1:12).
  - Wardlow cubrió a Dean después de cuatro «Powerbomb Symphony».
- Ruby Soho derrotó a Nyla Rose (con Vickie Guerrero) y avanzó a la final del torneo por el inaugural Campeonato TBS de AEW (14.36).
  - Soho cubrió a Rose después de un «Soho Kick» desde el esquinero.
  - Durante la lucha, Guerrero interfirió a favor de Rose.
- Malakai Black derrotó a Griff Garrison (con Brian Pillman Jr.) (3:12).
  - Black forzó a Garrison a rendirse con un «Half Crab».
  - Después la lucha, Black atacó a Pillman Jr. con un «Black Mass».
- CM Punk, Sting & Darby Allin derrotaron a The Pinnacle (MJF, Cash Wheeler & Dax Harwood) (26:01).
  - Punk cubrió a Harwood después de un «Coffin Drop» de Allin.

### Rampage: 25 de diciembre
- Jungle Boy (con Luchasaurus & Christian Cage) derrotó a Isiah Kassidy (con Matt Hardy & Marq Quen) (8:55).
  - Jungle Boy forzó a Kassidy a rendirse con un «Snare Trap».
  - Durante la lucha, Hardy & Quen interfirieron a favor de Kassidy, mientras que Luchasaurus & Cage interfirieron a favor de Jungle Boy.
- Hook derrotó a Bear Bronson (3:06).
  - Hook forzó a Bronson a rendirse con un «Redrum».
- Kris Statlander (con Orange Cassidy) derrotó a Leyla Hirsch (6:22).
  - Statlander forzó a Hirsch a rendirse con un «Spider Crab».
- Cody Rhodes (con Arn Anderson) derrotó a Sammy Guevara y ganó el Campeonato TNT de AEW (15:09).
  - Rhodes cubrió a Guevara después de un «Tiger Driver '98».
  - Después de la lucha, Rhodes celebró con los miembros de The Nightmare Family.